# Jawor Solecki
Jawor Solecki ist eine Ortschaft mit einem Schulzenamt der Stadt-und-Land-Gemeinde Sienno im Powiat Lipski der Woiwodschaft Masowien in Polen.

## Geschichte
Der Ort wurde im Jahr 1457 als Iawor erwähnt. Der Name ist vom Appellativ jawor (Berg-Ahorn) abgeleitet, das Adjektiv Solecki stammt von Solec nad Wisłą.
Administrativ gehörte das Dorf zur Woiwodschaft Sandomir, Kreis Radom. In der Zeit der Reformation gehörte es zu Mikołaj Oleśnicki (gest. 1567) von Pińczów, einem bedeutenden Anhänger des Protestantismus in Polen. Ohne Erfolg strebte er die örtlichen Bauern zum Calvinismus zu überzeugen.
Bei der Dritten Teilung Polens wurde Jawor 1795 mit Westgalizien an das Königreich Galizien und Lodomerien des habsburgischen Kaiserreichs angeschlossen. 1809 kam es ins Herzogtum Warschau und 1815 ins neu entstandene russisch beherrschte Kongresspolen. In den 1840er Jahren entstand dort eine deutsch-evangelische Filialgemeinde von Kielce. 1849 umfasste er die Ortschaften Ciecierówka (4 Familien), Nowa Wieś (11 Familien), Józefów vel Daniszew (22 Familien), Gozdawa (22 Familien), Przysucha (2 Familien) und Jaworska Wola (28 Familien), insgesamt 443 Mitglieder.
Am 6. November 1863 starb dort Dionizy Feliks Czachowski, der Oberst des Januaraufstands in der Woiwodschaft Sandomir. 
Nach dem Ende des Ersten Weltkriegs kam Jawor Solecki zu Polen. Im Zweiten Weltkrieg gehörte es zum Distrikt Radom im Generalgouvernement. Von 1975 bis 1998 gehörte Jawor Solecki zur Woiwodschaft Radom.